# Victoria (prune)
Victoria est une variété de prunes peut-être originaire du Sussex, dans le sud de l'Angleterre. Cette variété est mentionnée pour la première fois en 1831.

## Synonymie
- Reine Victoria ;
- Queen Victoria ;
- Denyer's Victoria ;
- Sharp's Emperor ;
- Reine-Claude Victoria.

## Origine
Le nom Victoria vient de la Reine Victoria (1819-1901), peut-être à cause de la longévité reconnue de l'arbre. La variété aurait été découverte pour la première fois dans un jardin à Alderton, dans le Sussex, mais il n'y a jamais eu d'Alderton dans le Sussex. Un certain nombre d'hypothèses ont été avancées pour expliquer sa véritable origine...
La variété a été introduite commercialement en Suède en 1844 par un pépiniériste, Denyer, sous le nom de Denyer's Victoria. Cette variété est rapidement devenue très répandue en Suède à la fin du XIXe siècle.

## Description

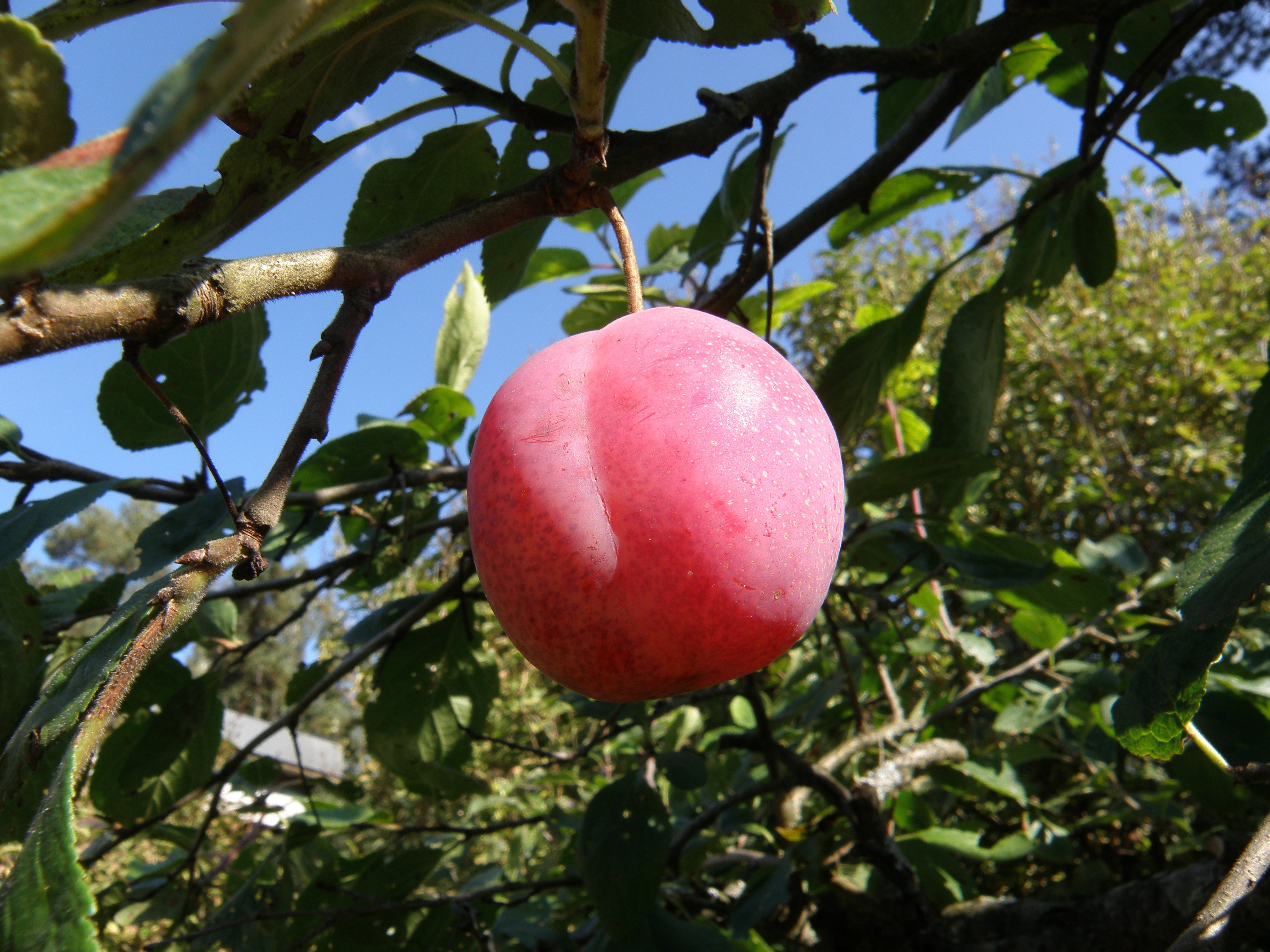

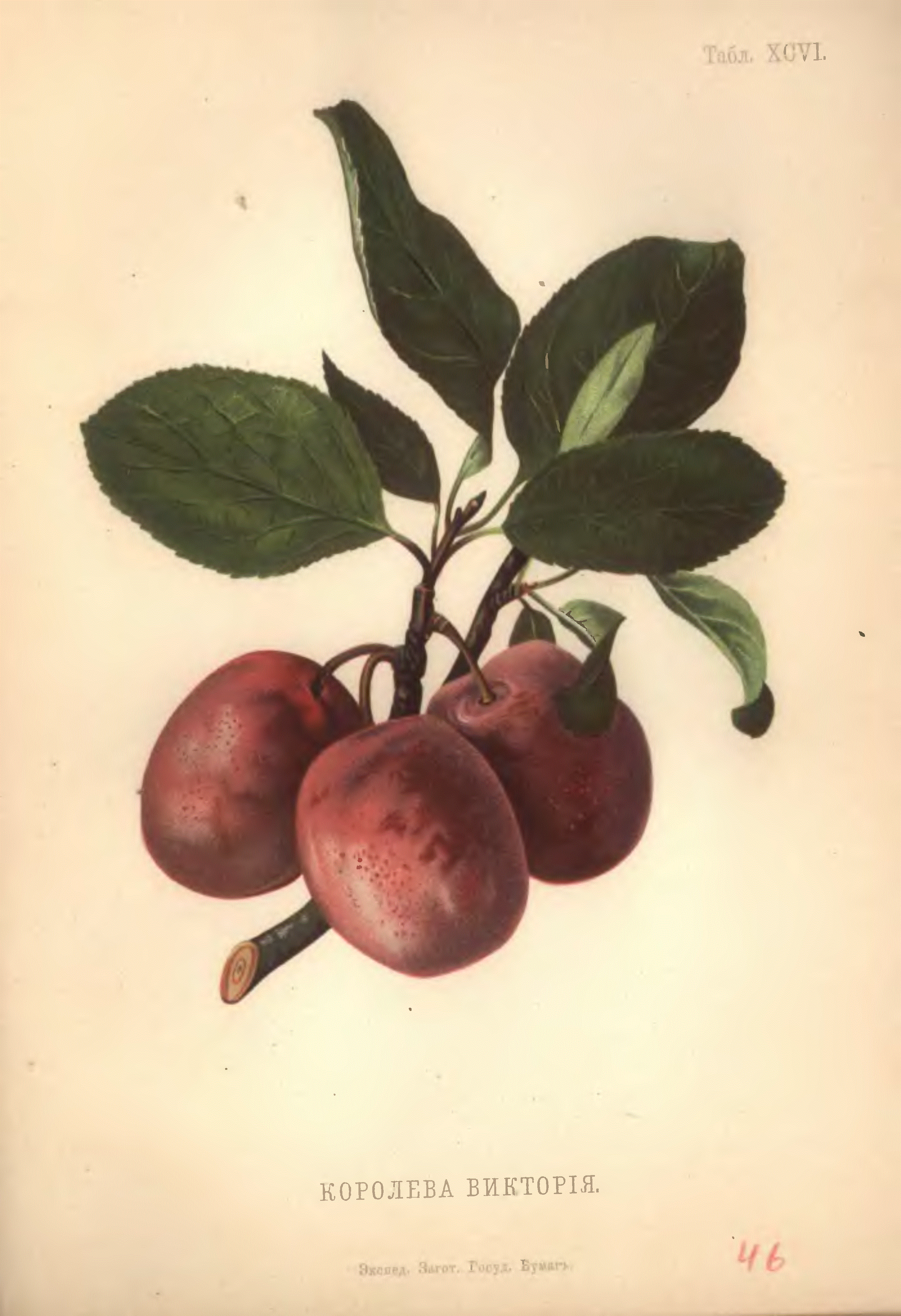

Cette prune est un cultivar du groupe des pruniers dont les fruits ont la forme d'un œuf : Prunus domestica ssp. Intermedia.
L'arbre est de taille moyenne, large, avec des branches arquées.
Les feuilles épaisses et fortes ont une pointe acérée ; le bord présente une marge dentelée. Elles sont vert foncé et rugueuses sur le dessus. Le dessous est plus clair et velu.
Le fruit est relativement résistant au gel et peu exigeant au niveau de la qualité du sol. Le jeune arbre pousse rapidement et commence à porter des fruits à l'âge de quatre ou cinq ans ; il est très productif.
Les fleurs mesurent 22–25 mm de diamètre. Elles sont groupées par deux ou trois  dans les boutons floraux. Les  pétales, ovales, sont blancs.
« Victoria » est une variété auto-pollinisatrice. Elle peut également être fécondée par « Early Blue », « Edinburgh Plum », « Early Red ». Victoria est un bon pollinisateur pour d'autres variétés.
Le fruit est mûr en août-septembre, suivant les régions. Toute la récolte sur un même arbre n'est pas mûre en même temps. Le fruit est ovoïde ou rond-ovale et gros, 48 x 40 mm, avec un poids moyen de 28 à 30 g. La couleur principale est jaune rougeâtre, avec un revêtement violet sur le côté ensoleillé, souvent avec des points clairs distincts. La peau est fine et se sépare facilement de la chair. Elle est recouverte d'une  pruine bleuâtre bien visible.
La chair est jaune rosée, fruitée, sucrée, mais peut rester aqueuse pendant les étés pluvieux. À maturité, le noyau, large et plat, se sépare facilement de la chair.
L'arbre est très productif et ne montre pas d'alternance. Le fruit ne se fend pas en période humide.
La prune Victoria contient  de l'anthocyanine (chrysanthèmine).

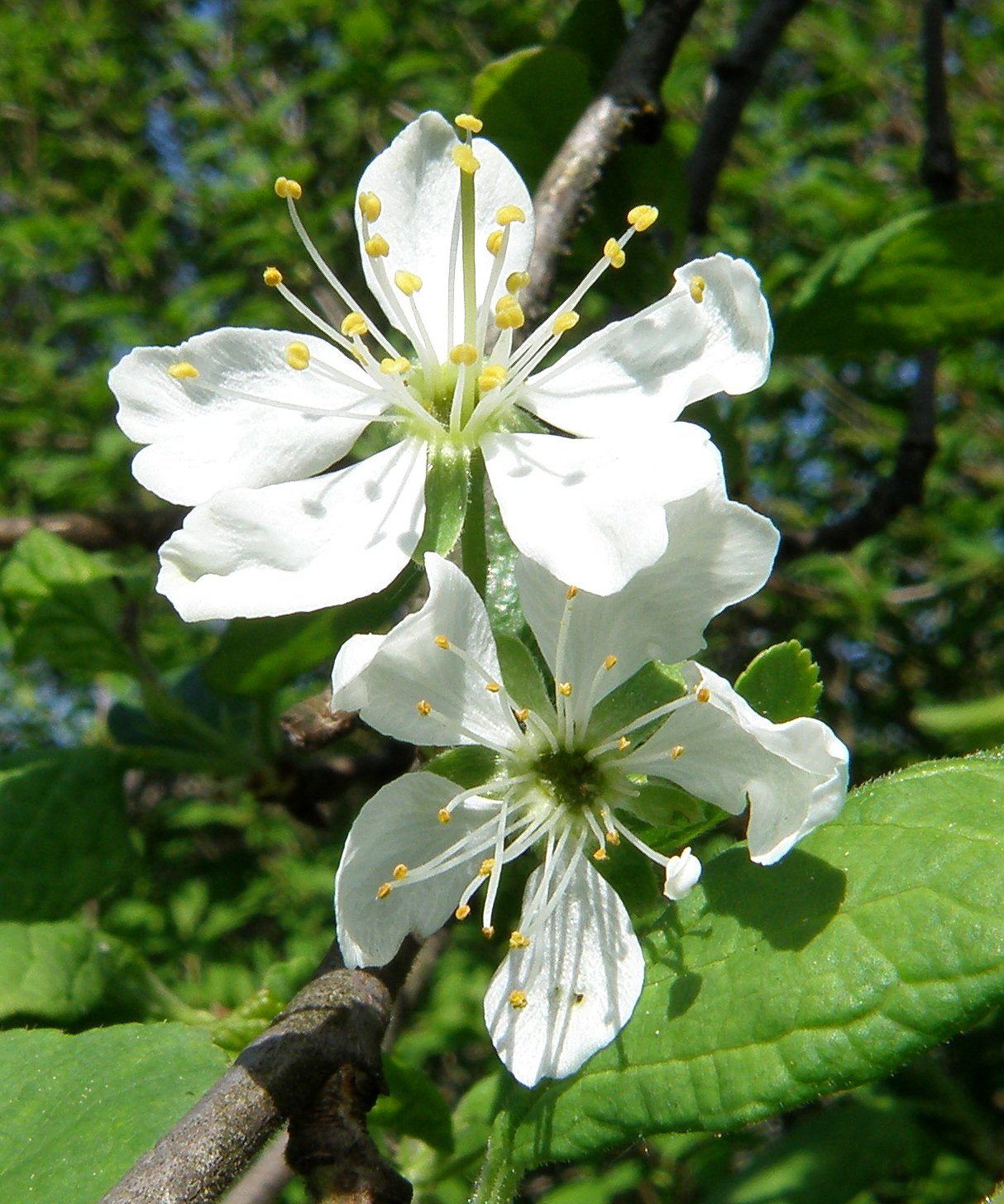
Pétales ovales et blancs.
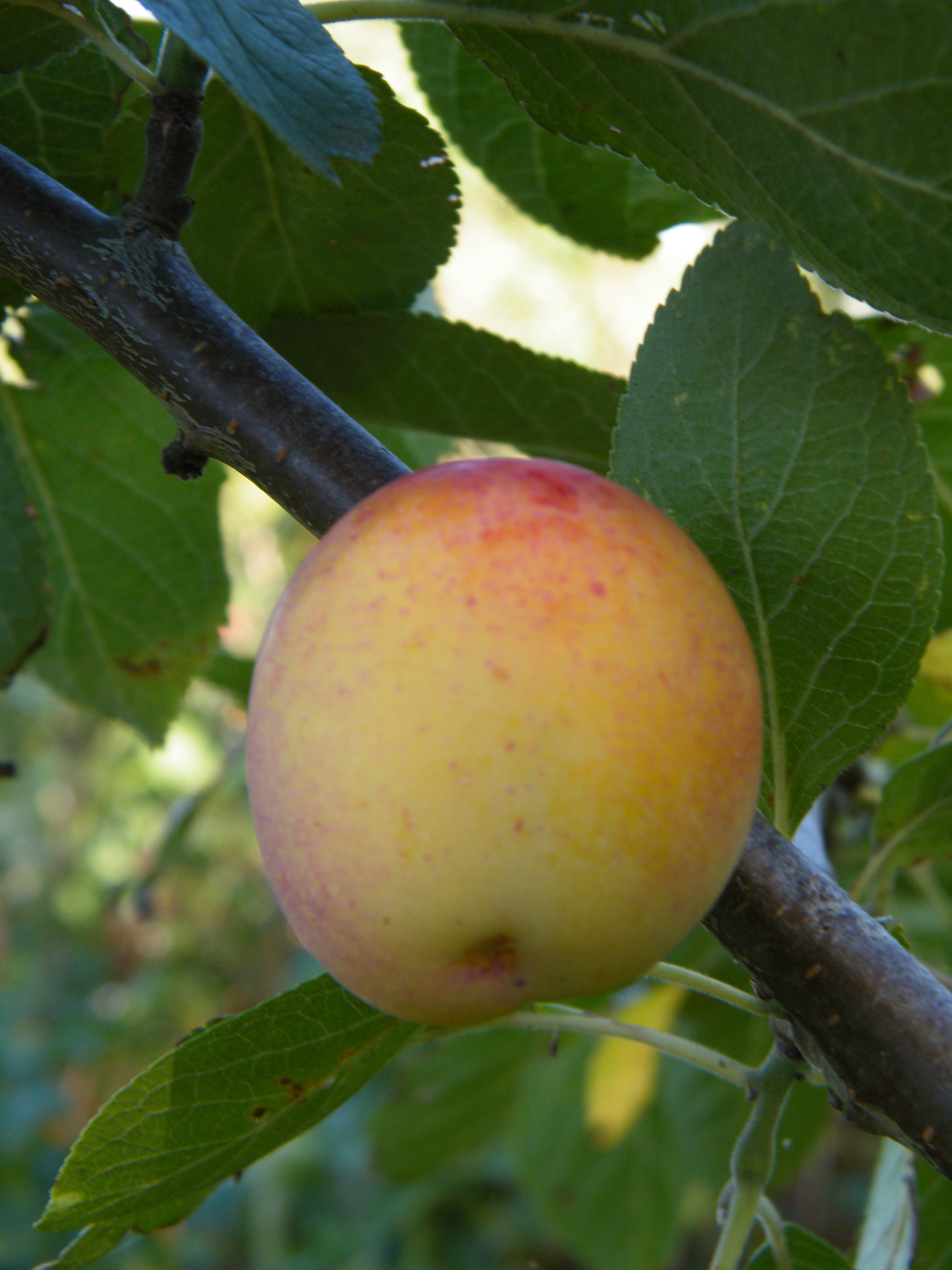
Avant maturité.
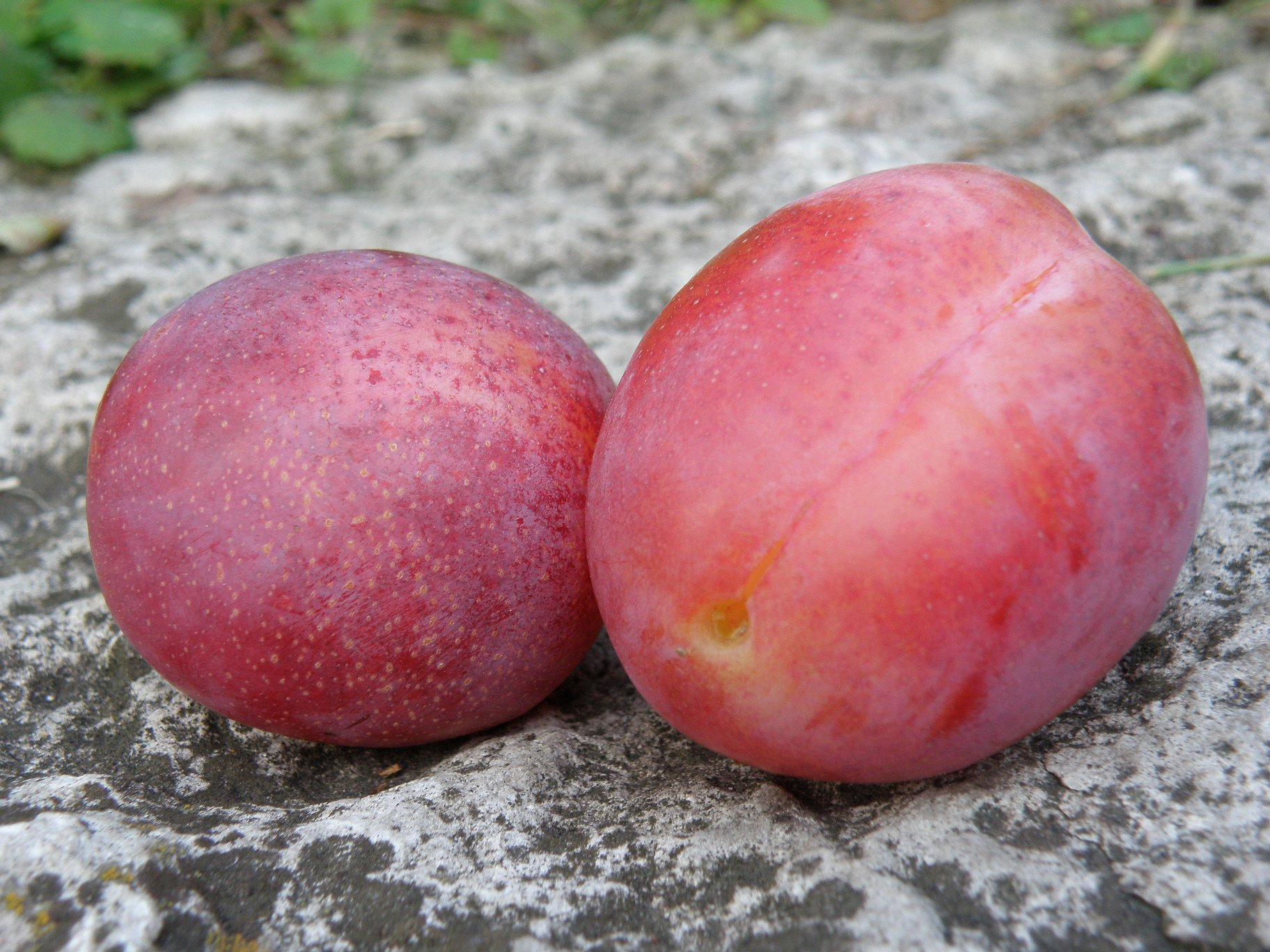
Fruit marqué de points clairs.
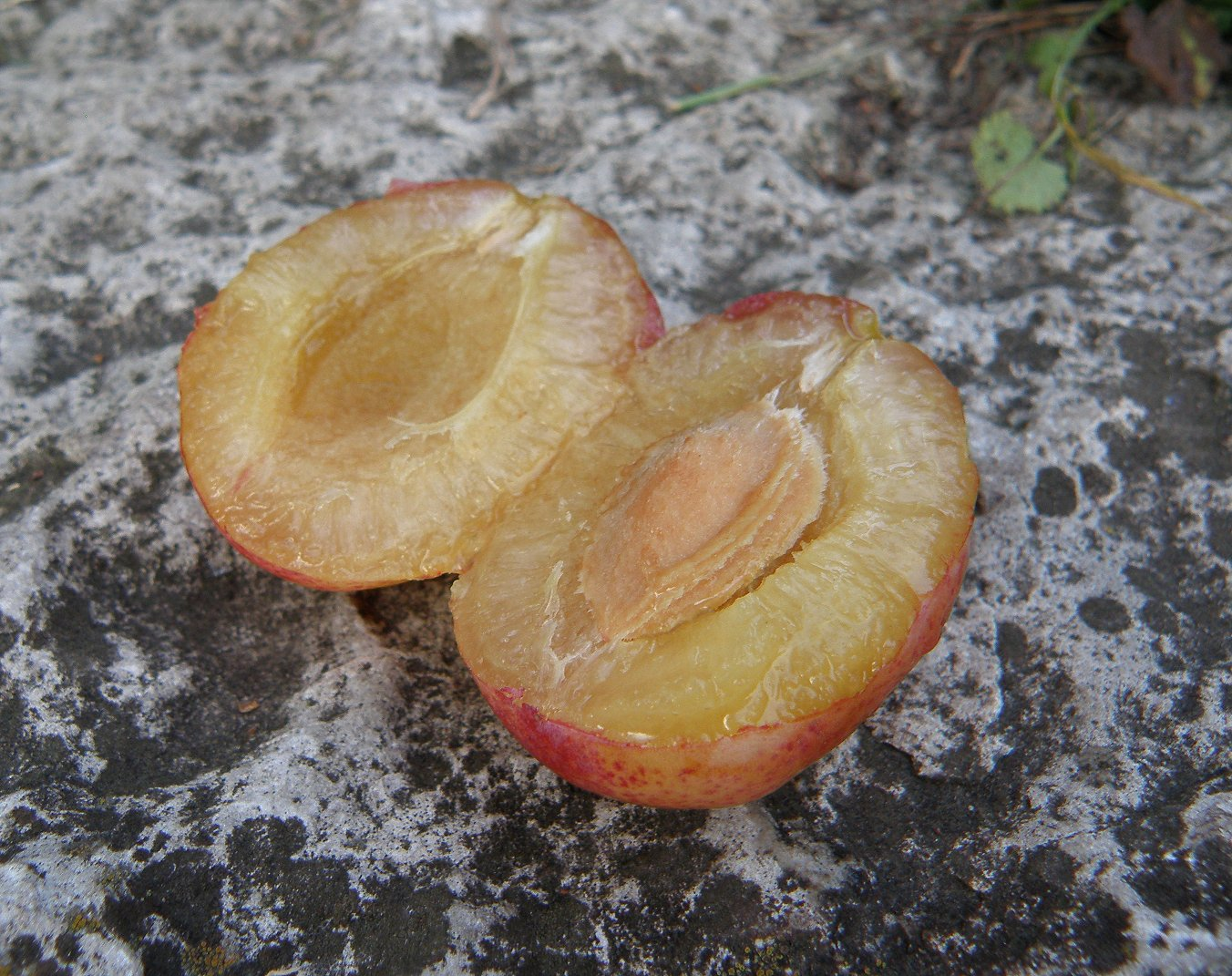
Chair jaune. Le noyau se détache facilement.
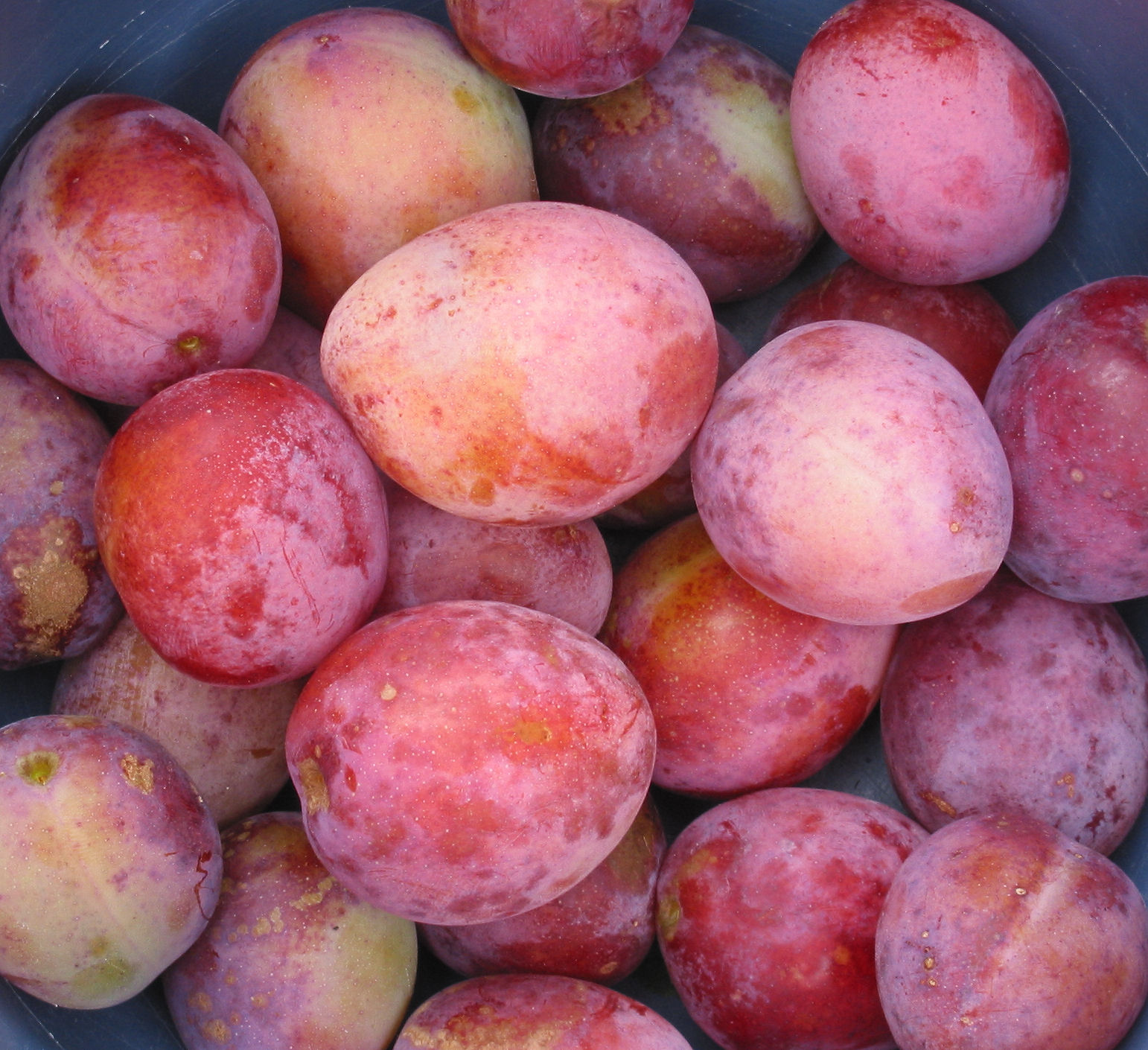
Forme sphérique à ovoïde.
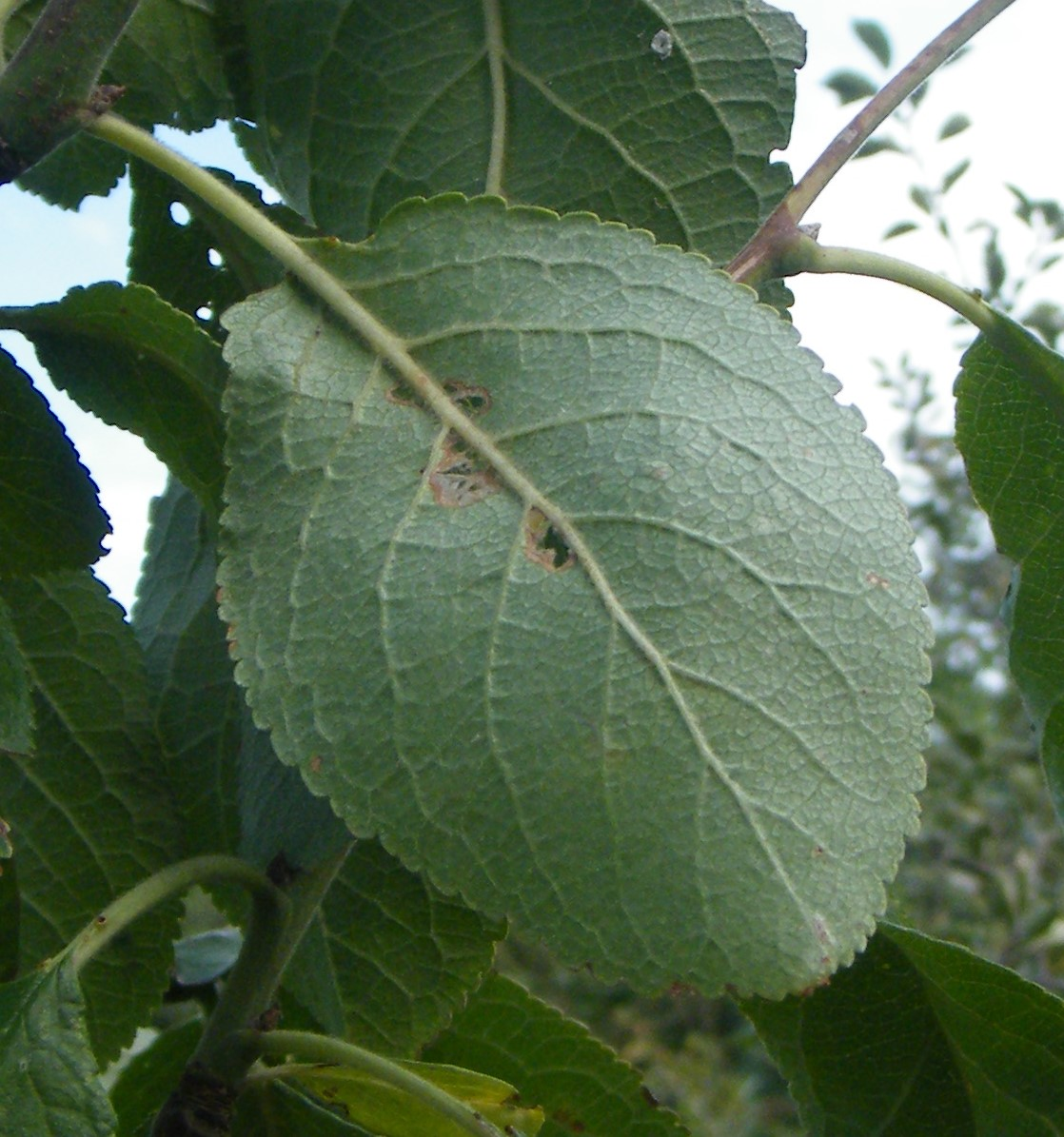
Dessous de feuille pubescent.
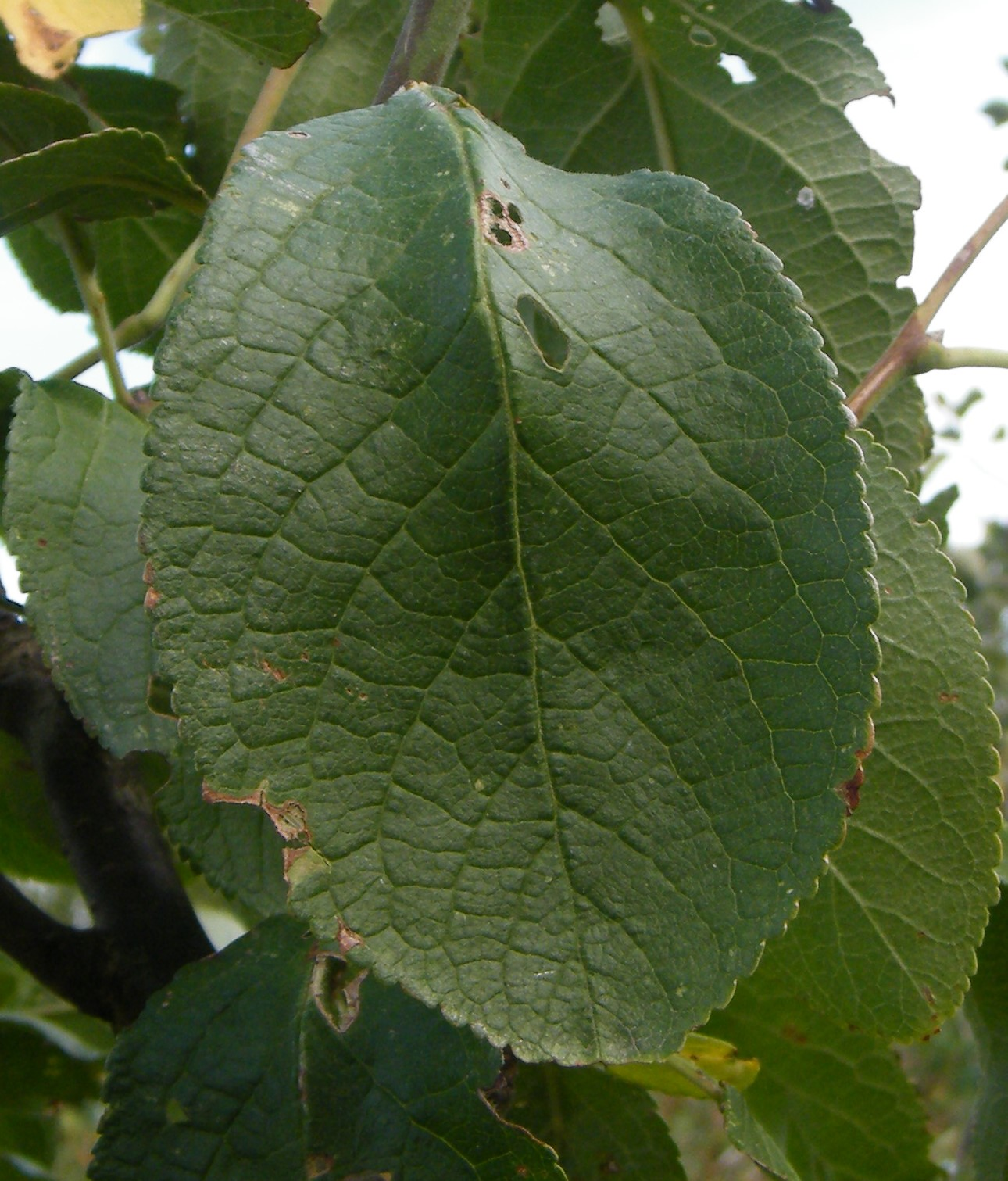
Feuille plus ou moins ovoïde, marge dentelée.